# Fudbalski Klub Velež Mostar
Il Fudbalski Klub Velež Mostar, meglio noto come FK Velež Mostar, o semplicemente Velež Mostar è una società calcistica bosniaca con sede nella città di Mostar.

## Storia
Fondato il 22 giugno del 1922 prese a nome i vicini monti Velež. Tra gli anni 1970 e gli anni 1980 fu tra i principali club della RSF Jugoslavia, tanto da aggiudicarsi due Coppe di Jugoslavia, oltre a due finali perse nel 1958 e nel 1989, e a classificarsi al secondo posto nella stagione 1972-1973, nel 1973-1974 e nel 1986-1987. A livello europeo fece propria anche la Coppa dei Balcani 1980.
La società si posiziona al 7º posto nella classifica perpetua della Prva Liga Jugoslava. Dopo la sanguinosa guerra degli anni 1990, il club prese parte alla prima edizione del campionato bosniaco nella stagione 1994-1995, retrocedendo al termine del campionato 2002-2003. Ritornato nella massima serie nella stagione 2006-2007, vi milita tuttora.

## Strutture

### Stadio
Lo stadio Rođeni, che ospita le partite interne, ha una capacità di 5 294  spettatori.
Precedentemente alla dissoluzione della Jugoslavia, il Velez disputava le proprie partite interne allo stadio pod Bijelim Brijegom, attualmente divenuto lo stadio dei rivali cittadini dello Zrinjski Mostar.

## Organico

### Rosa 2024-2025
Dati aggiornati al 19 aprile 2025.
| N. |                                 | Ruolo | Calciatore               |
| -- | ------------------------------- | ----- | ------------------------ |
| 1  | Bosnia ed Erzegovina (bandiera) | P     | Tarik Karić              |
| 4  | Nigeria (bandiera)              | D     | Michael Ologo            |
| 6  | Croazia (bandiera)              | C     | Dino Halilović           |
| 7  | Bosnia ed Erzegovina (bandiera) | C     | Omar Pršeš               |
| 8  | Bosnia ed Erzegovina (bandiera) | D     | Ante Hrkač               |
| 9  | Haiti (bandiera)                | A     | Frantz Pierrot           |
| 11 | Croazia (bandiera)              | C     | Mihael Mlinarić          |
| 12 | Bosnia ed Erzegovina (bandiera) | P     | Faris Ribić              |
| 13 | Brasile (bandiera)              | C     | Lohan                    |
| 15 | Bosnia ed Erzegovina (bandiera) | D     | Harun Abaza              |
| 16 | Bosnia ed Erzegovina (bandiera) | C     | Tarik Šikalo             |
| 17 | Bosnia ed Erzegovina (bandiera) | A     | Nermin Haskić (capitano) |
| 18 | Serbia (bandiera)               | D     | Saša Domić               |
| 19 | Serbia (bandiera)               | D     | Nikola Savić             |

| N. |                                 | Ruolo | Calciatore              |
| -- | ------------------------------- | ----- | ----------------------- |
| 20 | Croazia (bandiera)              | A     | Ivan Šarić              |
| 22 | Croazia (bandiera)              | D     | Karlo Išasegi           |
| 23 | Slovenia (bandiera)             | D     | Klemen Šturm            |
| 28 | Bosnia ed Erzegovina (bandiera) | C     | Edo Vehabović           |
| 29 | Bosnia ed Erzegovina (bandiera) | D     | Elvir Muminović         |
| 31 | Bosnia ed Erzegovina (bandiera) | P     | Osman Hadžikić          |
| 33 | Bosnia ed Erzegovina (bandiera) | D     | Haris Jogunović         |
| 45 | Bosnia ed Erzegovina (bandiera) | A     | Kenan Đuliman           |
| 47 | Bosnia ed Erzegovina (bandiera) | A     | Amar Milak              |
| 55 | Slovenia (bandiera)             | D     | Arman Rebac             |
| 65 | Bosnia ed Erzegovina (bandiera) | A     | Omar Kuko               |
| 70 | Serbia (bandiera)               | A     | Nikola Srećković        |
| 80 | Croazia (bandiera)              | C     | Tino Blaž Lauš          |
| -- | Bosnia ed Erzegovina (bandiera) | C     | Nermin Alagić           |
| -- | Brasile (bandiera)              | A     | Edmar Junior dos Santos |

## Palmarès

### Competizioni nazionali
- 2. Savezna liga: 1

1954-1955
- Republička liga Bosne i Hercegovine: 2

1947-1948, 1952
- Coppa di Jugoslavia: 2

1980-1981, 1985-1986
- Coppa di Bosnia ed Erzegovina: 1

2021-2022
- Prva liga Federacija Bosne i Hercegovine: 2

2005-2006, 2018-2019

### Competizioni internazionali
- Coppa dei Balcani: 1

1980-1981

### Altri piazzamenti
- Campionato jugoslavo:

Secondo posto: 1972-1973, 1973-1974
Terzo posto: 1965-1966, 1969-1970, 1985-1986, 1986-1987, 1987-1988
- 2. Savezna liga:

Terzo posto: 1953-1954
- 3. Savezna liga:

Secondo posto: 1950
- Kup Maršala Tita:

Finalista: 1957-1958, 1988-1989
Semifinalista: 1959-1960, 1970-1971, 1977-1978
- Kup prvoligaša:

Semifinalista: 1972-1973
- Campionato bosniaco:

Terzo posto: 2020-2021, 2023-2024
- Coppa di Bosnia ed Erzegovina:

Finalista: 2022-2023
Semifinalista: 2011-2012
- Prva liga Federacije Bosne i Hercegovine:

Secondo posto: 2003-2004, 2004-2005
Terzo posto: 2017-2018
- Coppa Mitropa:

Finalista: 1975-1976